# Antonio Sicari
Antonio Maria Sicari (Mazara del Vallo, 22 gennaio 1943) è un presbitero e teologo italiano dell'Ordine dei carmelitani scalzi, in seno a cui ha fondato il "Movimento ecclesiale carmelitano".
Sacerdote dal 1967, è redattore della rivista Communio e docente di dogmatica e storia della Chiesa a Brescia, presso lo Studio teologico carmelitano.
È autore di numerosi saggi su argomenti spirituali, con particolare riguardo alle figure dei santi. Collabora inoltre con il mensile Il Timone.
Nel 2003 Padre Sicari è stato nominato Consultore della Congregazione per il Clero della Santa Sede.

## Opere (elenco parziale)
- Chiamati per nome. La vocazione nella scrittura, Milano, Jaca Book, 1990  [1979], ISBN 88-16-30203-8.
- La vita trinitaria e la preghiera, pp. 63-76, in  Hans Urs von Balthasar et al., La missione ecclesiale di Adrienne Von Speyr. Atti del II° Colloquio Internazionale del pensiero cristiano, promosso da ISTRA (Istituto di Studi per la Transizione), Milano, Jaca Book, 1986, ISBN 88-16-30140-6.
- Ritratti di santi, Milano, Jaca Book, 1996  [1988], ISBN 88-16-30159-7.
- Breve catechesi sul matrimonio, Milano, Jaca Book, 2007  [1990], ISBN 978-88-16-30191-7.
- Nuovi ritratti di santi, Milano, Jaca Book, 2009  [1991], ISBN 978-88-16-30208-2.
- Beato chi incontra Cristo. Meditazioni sulle beatitudini, Milano, Jaca Book, 1992, ISBN 88-16-30225-9.
- L'itinerario di santa Teresa d'Avila. La Contemplazione nella Chiesa, Milano, Jaca Book, 1994, ISBN 88-16-30260-7.
- Elisabetta della Trinità, Milano, Jaca Book, 2000, ISBN 88-16-30362-X.
- Ci ha chiamati amici. Laici e consigli evangelici, Milano, Jaca Book, 2001, ISBN 88-16-30372-7.
- Gli antichi carismi nella Chiesa. Per una nuova collocazione, Milano, Jaca Book, 2002, ISBN 88-16-30381-6.
- Il grande libro dei ritratti di santi. Dall'antichità ai giorni nostri, Milano, Jaca Book, 2006, ISBN 88-16-30324-7.
- Nel "castello interiore" di santa Teresa d'Avila, Milano, Jaca Book, 2006, ISBN 88-16-30426-X.